# Pürstling am Parstling
Pürstling am Parstling ist ein Gemeindeteil von St. Wolfgang im oberbayerischen Landkreis Erding.

## Lage
Der Weiler Pürstling am Parstling liegt 6,3 Kilometer östlich der Kirche von Sankt Wolfgang und 2 Kilometer nordwestlich von Oberornau in der Gemarkung Schönbrunn. Der Weiler liegt 1,5 Kilometer nordwestlich des davon unabhängigen Ortsteils Pürstling.
Der Bildstock auf dem Oberfeld an der Abzweigung nach Pürstling am Parstling ist ein kleiner Putzbau. Er ist mit der Jahreszahl 1745 bezeichnet und als Baudenkmal in die Liste der Baudenkmäler in Sankt Wolfgang eingetragen.

## Bevölkerungsentwicklung
Um 1871 gab es in Pürstling am Parstling 22 Einwohner. Im Mai 1987 lebten dort 24 Einwohner in vier Wohngebäuden.
| Jahr      | 1871 | 1925 | 1950 | 1970 | 1987 |
| Einwohner | 22   | 35   | 31   | 22   | 24   |